# Eero Haapalainen
Eero Haapalainen (1880-1937) est un homme politique et journaliste qui fut l'un des chefs des Gardes Rouges finlandais.

## Jeunesse
Il est le fils de Frédéric Eero Haapalainen, charpentier, et de Wilhelmine Mine qui travaillait pour un magasin de tissu. Ses parents souhaitent qu'il devienne pasteur, mais il interrompt ses études par manque d'argent. Il devient ouvrier (1903-1906) et secrétaire de l'union locale de son organisation professionnelle (1906). 

## Politique
Haapalainen est garde rouge pendant les grèves de 1905. En 1906, il est un des représentants, au IVe congrès de Stockholm comme délégué du Parti social-démocrate finlandais. En 1907, il est élu à l'assemblée constitutive du syndicat ; il continue ses activités syndicales jusqu'en 1917.
Haapalainen a été éditorialiste au sein du Työmies (en), un journal américain rédigé en finnois, de 1908 à 1918.

## Guerre Civile
Il est alors membre du comité exécutif de la Délégation du peuple finlandais chargé des affaires militaires. Malgré son manque d'expérience militaire, c'est un ancien de la révolution de 1905 et membre de la commission militaire ; Haapalainen participe donc à la fondation et à la direction des Gardes Rouges du 30 janvier au 21 mars 1918.
La défaite du parti rouge devenant effective, le 26 avril 1918, il ne peut s'y résoudre et combat encore à Vyborg. Il part avec d'autres responsables (Édouard Gylling), en bateau, de Vyborg en mai 1918 pour Petrograd.

## République socialiste soviétique autonome de Carélie
Il cumule des postes de confiance en République socialiste soviétique autonome de Carélie avec la création d'un régiment en 1918; comme enseignant en 1919-1920. Mais il participe aussi à des revues et à des journaux. Il est également directeur du département d'histoire de l'université de Carélie. Il écrit de nombreux livres mais, surtout participe à la création du premier alphabet finnois.

## Persécution
Haapalainen est arrêté le 27 septembre 1937 par le NKVD pour nationalisme, reconnu coupable le 27 novembre 1937, et exécuté (Grandes Purges).
Il a été réhabilité le 7 mai 1956, après le XXe congrès du Parti communiste de l'Union soviétique.

## Sources
- (en) Cet article est partiellement ou en totalité issu de l’article de Wikipédia en anglais intitulé « Eero Haapalainen » (voir la liste des auteurs).

- (fi) Cet article est partiellement ou en totalité issu de l’article de Wikipédia en finnois intitulé « Eero Haapalainen » (voir la liste des auteurs).